# Poggi di Prata
I Poggi di Prata sono un biotopo toscano che si trova nell'area delle Colline metallifere, dove si innalzano alcuni rilievi piuttosto elevati, fra cui spiccano le Cornate di Gerfalco (1.060 m) e il Poggio di Montieri (1.052m). Secondi a questi (con i 914 m del Poggione e gli 848 m del Poggio della Croce) sono appunto i cosiddetti Poggi di Prata, che sorgono fra i paesi di Prata a sud e di Montieri a nordest, nel comune di Massa Marittima. 
I Poggi di Prata fanno parte di un sistema di alture orograficamente ben articolate, boscose e scarsamente abitate, ricche di sorgenti e piccoli corsi d'acqua. Il biotopo racchiude aspetti di vegetazione forestale mesofila ben conservata, prevalentemente di substrato carbonatico ma anche di terreno arenaceo, ricca di specie nemorali. 
Recenti tagli boschivi hanno depauperato in modo consistente questo patrimonio forestale.
Le praterie di vetta e di crinale hanno una ricca e peculiare composizione floristica e sono esempi dell'habitat di interesse comunitario “formazioni erbose secche seminaturali e facies coperte di cespugli su substrato calcareo con stupende fioriture di Orchidaceae” (Direttiva 97/62/CE). In questi ambienti aperti sono presenti specie di interesse fitogeografico a livello nazionale e un nutrito contingente disgiunto di endemismi appenninici. 
Diverse di esse, come ad esempio Fritillaria orientalis e Corydalis pumila, rientrano nella legge regionale sulla flora protetta e nelle liste rosse delle piante della Toscana.
L'area rientra nel SIR 102 “Poggi di Prata” di 1062,7 ettari e nel pSIC omonimo (cod. Natura 2000 IT51A0002). Non sono presenti aree protette ai sensi della L 394/91 e LRT 49/95.

## SIR "Poggi di Prata"
All'interno del SIR "Poggi di Prata" i principali elementi di criticità interni al sito sono: 
- Riduzione/cessazione del pascolo, con scomparsa o degradazione delle praterie.
- Gestione selvicolturale che limita lo sviluppo delle cenosi forestali e tende a rendere omogenei i soprassuoli.

I principali elementi di criticità esterni al sito sono:
- Scomparsa delle praterie secondarie per riduzione/cessazione del pascolo, con aumento della frammentazione degli habitat utili alle specie legate a tali ambienti.

Le principali misure da adottare e i principali obiettivi di conservazione sono: 
1. Conservazione degli habitat di prateria e dei relativi popolamenti floristici (comprendenti anche un endemismo locale) e faunistici (E).
2. Mantenimento/riqualificazione degli habitat forestali di interesse conservazionistico (M).

## Geomorfologia
I Poggi di Prata sono costituiti da due rilievi allineati in senso nordest-sudovest, il Poggione (914 m) a settentrione e il Poggio Croce di Prata (848 m) a meridione, distanti poco più di 1 km, occupati in prevalenza da boschi di latifoglie, praterie secondarie e arbusteti. Il biotopo racchiude un'area di circa 2 km. Il Poggione ha forma tondeggiante e forme molto dolci sulle parti alte, dove sono presenti larghe aree pianeggianti o con deboli inclinazioni. Il Poggio Croce di Prata ha invece una conformazione più a crinale, con spazi pianeggianti meno ampi e con versanti meridionali piuttosto ripidi.
Geolitologicamente sono largamente prevalenti le formazioni calcaree della serie Toscana, in particolare i calcari massicci del Lias, che costituiscono la parte sommitale dei rilievi, e i calcari a Aetavicula contorta del Retico, diffusi sui versanti settentrionali. 
Sulle pendici sud-orientali il calcare entra in contatto bruscamente con la formazione arenacea del macigno, determinando un netto cambiamento nelle caratteristiche della copertura vegetale.
Il SIR è un mosaico di habitat di notevole interesse e in buono stato di conservazione. Nelle praterie, che ospitano le specie ornitiche di maggior interesse, si ritrovano alcune specie floristiche rare ed endemiche. Sono inoltre presenti aree agricole e incolti e corsi d'acqua minori.

## Clima
Climaticamente il biotopo ricade in un'area con caratteristiche submontane in termini di temperatura e piovosità. La media annua delle precipitazioni si aggira intorno ai 1.000 mm, di cui una piccola parte in forma di neve. La temperatura media è di circa 12 °C, con escursione media annua intorno ai 18 °C. Le aree sommitali scoperte sono frequentemente spazzate da forti venti sia occidentali che orientali, che contribuiscono a ostacolare la dinamica evolutiva della vegetazione.

## Fauna
Nel SIR, tra i mammiferi si segnala il rinolofo euriale (Rhinolophus euryale), un chirottero. Tra gli uccelli, ricordiamo il biancone (Circaetus gallicus), che è presente nell'area ed è un possibile nidificante, e l'ortolano (Emberiza hortulana), segnalato in passato come nidificante ma non riconfermato di recente.

## Flora
I Poggi di Prata ricadono nella fascia bioclimatica del cingolo forestale denominato Quercus-Tilia-Acer, di cui possiedono aspetti molto caratteristici.
I versanti sono coperti di boschi mesofili dell'alleanza Laburno-Ostryon sui terreni calcarei dei versanti nord e in misura minore del raggruppamento Crataego laevigati-Quercion cerridis sui terreni arenacei del versante sud-orientale. Il faggio (Fagus sylvatica) e l'acero di monte (Acer pseudoplatanus) compaiono con individui isolati alle quote più elevate o in stazioni particolarmente fresche. Sui terreni calcarei è molto abbondante il carpino nero (Ostrya carpinifolia), in associazione con aceri (Acer obtusatum, A. monspessulanum, A. campestre) e cerro; nei luoghi più esposti e con substrato roccioso entra nella fitocenosi anche l'orniello (Fraxinus ornus), mentre molto sporadico è il maggiociondolo (Laburnum anagyroides). Di particolare interesse è la presenza, con ogni probabilità naturale, del ciliegio selvatico (Prunus avium).
Nel sottobosco sono presenti numerose specie arbustive nemorali come l'agrifoglio (Ilex aquifolium), il nespolo selvatico (Mespilus germanica), il biancospino a due stili (Crataegus laevigata), il melo selvatico (Malus sylvestris), il nocciolo (Corylus avellana), il corniolo (Cornus mas), la coronilla (Coronilla emerus) e l'evonimo (Euonymus europaeus). Sui substrati arenacei si aggiungono alcune leguminose arbustive acidofile come la ginestra dei carbonai (Cytisus scoparius) ed altre (Genista germanica, Genista tinctoria, Genista pilosa). Esse diventano più abbondanti nelle chiarie e ai margini del bosco dove vi è un maggior afflusso di luce. Su questo terreno è presente il castagno, di probabile origine antropica, che assieme al cerro edifica il piano dominante del bosco. La vetta ed i crinali dei poggi sono invece privi di vegetazione forestale certamente per cause antropiche. Procedendo verso l'alto la boscaglia a carpino nero e orniello si dirada a causa della rocciosità sempre maggiore del suolo, per aprirsi progressivamente nella prateria della vetta e del crinale. Ivi sono sviluppate fitocenosi erbacee di ambiente arido steppico-montano a dominanza di graminacee perenni preferenziali dei terreni calcarei, dell'alleanza Xero-Bromion. Fra le più rappresentate troviamo Bromus erectus, Festuca inops, Festuca brevipila, Koeleria splendens e soprattutto la più rara Sesleria tenuifolia. Per la sua abbondanza, forse legata all'azione del vento, quest'ultima differenzia una “facies” affine alle praterie montane steppiche dell'Appennino centrale. Gl'influssi mediterranei sono testimoniati da specie come Helichrysum italicum, Iris lutescens e alcune specie annuali dell'alleanza Alysso-Sedion albi.
Nei boschi dei Poggi di Prata sono presenti tipiche specie nemorali come ad esempio Anemone ranunculoides, Anemone nemorosa, Vicia sepium, Sanicula europaea, Euphorbia dulcis, Euphorbia amygdaloides, Lilium croceum ssp. bulbiferum, Lilium martagon, Cardamine bulbifera, Geranium nodosum, Aquilegia vulgaris e tante altre.
Fitogeograficamente rilevante è la presenza di Corydalis pumila, una piccola e graziosa geofita nemorale che fiorisce precocemente sul versante nord del Poggione assieme alla più comune Corydalis cava. C. pumila è specie essenzialmente appenninica, che in Toscana si trova con una popolazione isolata sul Monte Amiata mentre è stata solo recentemente accertata la sua presenza sui rilievi delle Colline Metallifere.
Degna di nota è anche la presenza di una piccola stazione di Fritillaria orientalis, rara ed elegante liliacea di ambiente mediterraneo-montano dal caratteristico perigonio variegato a scacchi color porpora. Essa è nota per due sole altre località della Toscana, dove è considerata specie gravemente minacciata di estinzione. Nella stessa stazione vive Lamium garganicum ssp. laevigatum, una labiata dai vistosi fiori porpora che predilige gli anfratti rocciosi calcarei ombreggiati.
Altra specie di interesse fitogeografico e conservazionistico presente invece nei boschi acidofili del versante meridionale è Chamaespartium sagittale, leguminosa suffruticosa ad areale europeo piuttosto sporadica in tutta l'Italia peninsulare. Nei punti più freschi del sottobosco e in taluni siti umidi sono presenti anche i due endemismi appenninici Myosotis decumbens var. florentina e Salix apennina.
Nelle praterie rocciose della vetta sono invece presenti piante eliofile e xerofile, ossia di ambienti aridi e assolati. Oltre alla già citata Sesleria tenuifolia ed Iris lutescens, spiccano specie come Ranunculus millefoliatus, Ranunculus monspeliacus, Viola kitaibeliana, Alyssum montanum, Aethionema saxatile, Carex liparocarpos, Silene paradoxa, Stachys recta, Fumana procumbens, Trinia glauca, Koeleria splendens ed il raro Allium moschatum, specie considerata "vulnerabile" in Toscana e protetta dalla legge regionale 56/2000.
Rilevante è inoltre la presenza di una piccola stazione di Crepis lacera, asteracea orofila endemica dell'Appennino centrale qui disgiunta verso il limite settentrionale dell'areale. Di essa è nota in Toscana una sola altra località sul Monte Cetona. I legami fitogeografici che la flora del biotopo presenta con l'Appennino centrale sono ulteriormente testimoniati da piante endemiche come Linaria purpurea e Centaurea ambigua.
Nel SIR, si segnalano le praterie su litosuoli (seslerieti), ricche di specie rare ed endemiche (ad esempio Viola etrusca).